# Christiane Lange
Christiane Lange (* 19. März 1964 in Mainz) ist eine deutsche Kunsthistorikerin und Direktorin der Staatsgalerie Stuttgart.

## Biographie
Nach ihrem Abitur in München 1983 absolvierte Lange ein Praktikum im Holzbildhauerhandwerk. 1984 begann sie ihr Studium der Kunstgeschichte, Bayerischen Geschichte und Deutschen und Vergleichenden Volkskunde an der Universität München. Von 1986 bis 1987 setzte sie das Studium der Kunstgeschichte an der Freien Universität Berlin fort. Nach einem Praktikum im Auktionshaus Neumeister in München folgte 1989 ihre Magisterarbeit zum Thema „Die Hexenbilder bei David Teniers d. J.“ 1990 schloss sie mit dem Magister Artium der philosophischen Fakultät für Geschichts- und Kunstwissenschaften der Universität München ab.
Von 1990 bis 1994 war Lange freie Mitarbeiterin der Galerie Klewan in München. Während dieser Zeit arbeitete sie auch an ihrer Dissertation „Zum Werk von Hans Schädel. Ein Beitrag zum Kirchenbau der fünfziger Jahre in Deutschland“ bei Hans Körner und wurde 1994 an der Universität München promoviert. Bis 1999 war sie bei der Galerie Klewan fest angestellt. Ab 2000 arbeitete sie als Kuratorin an der Kunsthalle der Hypo-Kulturstiftung. Von 2006 bis 2012 war sie Direktorin der Kunsthalle der Hypo-Kulturstiftung. Am 10. Januar 2013 wurde Lange als Nachfolgerin von Sean Rainbird als Direktorin der Staatsgalerie Stuttgart in ihr Amt eingeführt.
Seit 1995 ging sie Lehrtätigkeiten an Volkshochschulen, freien Münchener Kulturorganisationen und der Akademie der Bildenden Künste in München nach und seit 2003 hat Lange einen Lehrauftrag an der Akademie der Bildenden Künste München, die ihr 2011 eine Honorarprofessur verlieh.
Von 2002 bis 2012 war sie Vorstandsmitglied des Akademievereins München, seit 2004 Jurymitglied verschiedener Kunst am Bau Wettbewerbe sowie seit 2006 Kuratoriums- und Beiratsmitglied der Ernst Wilhelm Nay Stiftung in Köln. Des Weiteren ist sie Mitglied in der Kunstpreisjury des Landes Baden-Württemberg, die 2014 erstmals den Oskar-Schlemmer-Preis vergeben hat. Sie war auch in der Jury des Leipziger Sachsenpreises und des Wiesbadener Jawlensky-Preises. Lange ist außerdem seit 2016 Jurymitglied des Robert-Jacobsen-Preises und seit 2018 des Hannes Burgdorf Preises.
Seit 2000 ist Lange Mitglied des Deutschen Nationalkomitees des Internationalen Museumsrates (ICOM). Sie ist außerdem im Verband deutscher Kunsthistoriker. 2013 trat sie dem Beirat Schwäbische Bank bei und war 2014–2015 im Hochschulrat der Musikhochschule Stuttgart. Seit 2015 gehört sie dem Kuratorium der katholischen Akademie Rottenburg und seit 2016 dem Kuratorium des Bucerius Kunstforums an. Lange ist seit 2013 ebenfalls Mitglied in den Kuratorien des Stuttgarter Kammerorchesters und seit 2014 der Sammlung Stiftung Domnick. Im Institut für Auslandsbeziehungen (ifa) und im gemeinnützigen Verein Aufbruch Stuttgart ist Lange seit 2017 Mitglied. Im gleichen Jahr saß sie im Preisgericht des Planungswettbewerbes der Staatlichen Kunsthalle Karlsruhe. Des Weiteren ist Lange seit 2018 Mitglied der Stuttgarter Präsidentenrunde und unterstützt seit 2019 das Mentoring-Programm des Projektbüros „Frauen in Kultur und Medien“ des Deutschen Kulturrates.

## Schriften (Auswahl)
- Zum Werk von Hans Schädel – Beitrag zum Kirchenbau der fünfziger Jahre in Deutschland. DGV-Verlag, Weimar 1995, ISBN 978-3-929742-60-2.